# Kunstpreis des Landes Schleswig-Holstein
Der Kunstpreis des Landes Schleswig-Holstein wird alle zwei Jahre verliehen. Der mit 20.000 Euro dotierte Hauptpreis dient der „Würdigung eines Gesamtwerks in Anerkennung künstlerisch hervorragender Leistungen“, ein mit 5000 Euro dotierter Förderpreis unterstützt junge Künstler.  
Ausgezeichnet werden Künstler, die in Schleswig-Holstein geboren sind, im Lande wirken oder für das Land eine besondere Bedeutung haben. Mit dem Preis soll künstlerisches Schaffens in den Bereichen Architektur, Bildende Kunst (einschließlich des Kunsthandwerks), Film, Musik, Schrifttum und Theater anerkannt und gefördert werden. Die Auszeichnung wird in Kiel vom Ministerpräsidenten auf Empfehlung einer Jury aus Mitgliedern des Künstlerischen Beirates verliehen. Der Kunstpreis wurde im Jahr 1950 von der Landesregierung zur Förderung der Kultur gestiftet. Bereits von 1936 bis 1943 gab es einen „Kunstpreis Schleswig-Holstein“. Im Jahr 2010 wurde der Preis im Zuge von Sparmaßnahmen ausgesetzt.

## Preisträger
- 2024: Hans Peter Kuhn[4]
- 2022: Dörte Hansen
- 2020: Lars Jessen
- 2018: Klaus Fußmann
- 2016: Nils Landgren[5]
- 2014: Günter Kunert[6]
- 2012: Elsbeth Arlt[7]
- 2010: Preis ausgesetzt
- 2008: Klaus Florian Vogt[8]

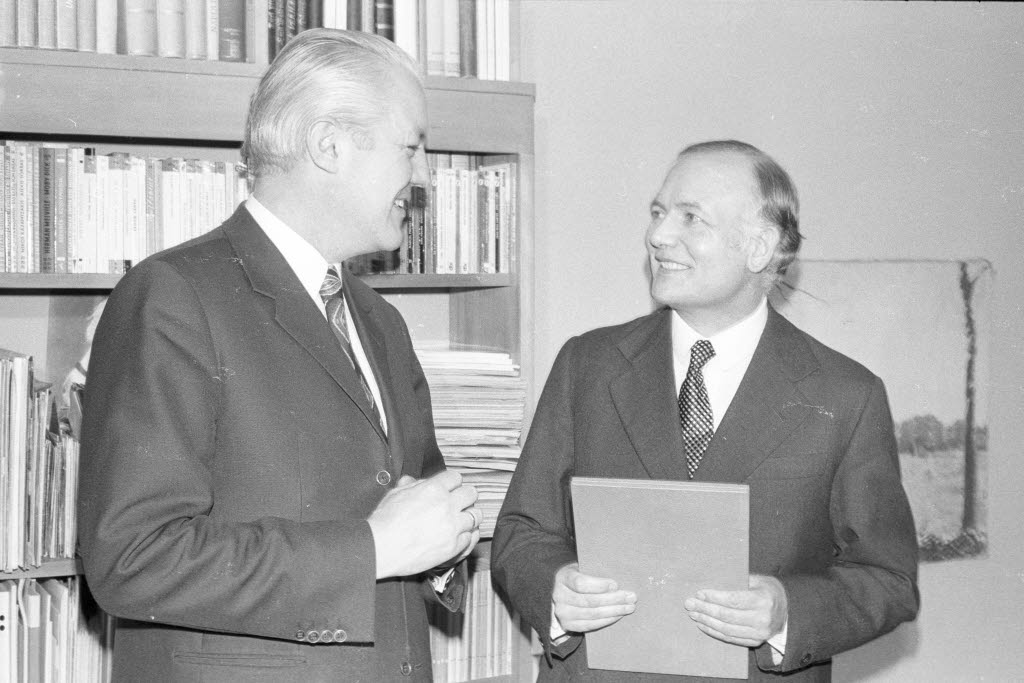
Hans Kock bei der Preisübergabe durch Ministerpräsident Gerhard Stoltenberg (links), 1972

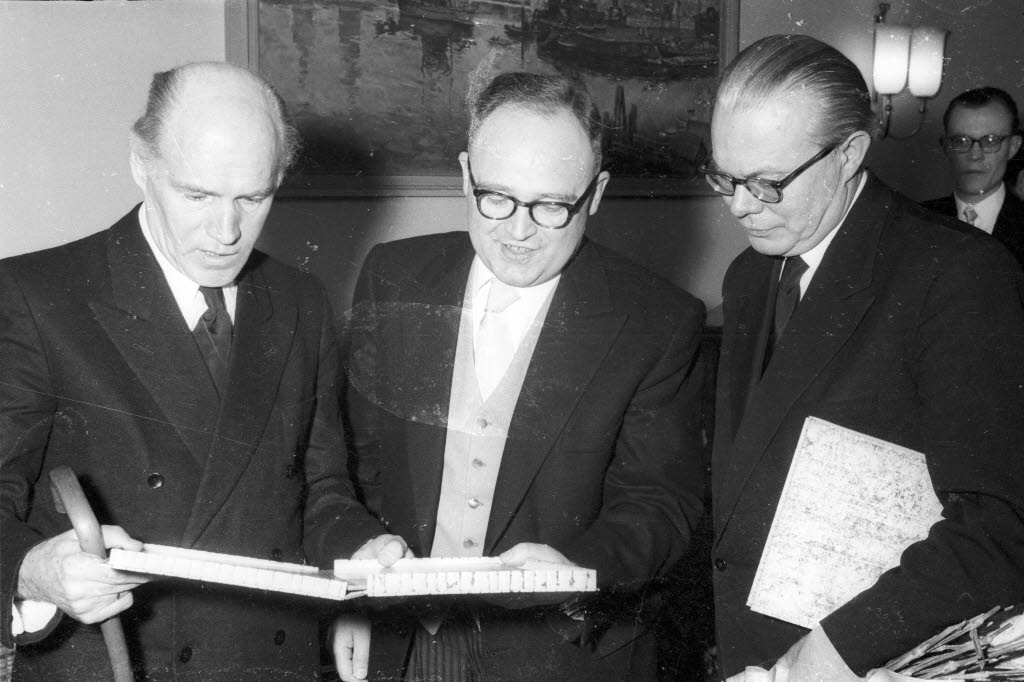
Kultusminister Edo Osterloh übergibt den Kunstpreis an Friedrich Karl Gotsch (links) und Walter Kraft (rechts), 1957

- 2006: Feridun Zaimoglu und Jochen Missfeldt
- 2004: Sabine Meyer
- 2002: Hans-Jürgen Heise
- 2000: Detlev Buck
- 1998: Doris Runge
- 1996: Gudrun Wassermann
- 1992: Helga van Beuningen
- 1990: Helmut Heißenbüttel
- 1988: Sarah Kirsch
- 1986: Paul Wunderlich
- 1984: Hans Egon Holthusen
- 1978: Günter Haese
- 1976: Ernst Günter Hansing
- 1974: Uwe Röhl
- 1972: Hans Kock
- 1970: Günther Lüders
- 1968: Karl Peter Röhl
- 1964: Lilly Kröhnert
- 1960: Herbert Jensen
- 1956: Friedrich Karl Gotsch und Walter Kraft
- 1955: A. Paul Weber
- 1954: Hans Rickers und Alen Müller-Hellwig
- 1952: Wilhelm Lehmann sowie Jens Rohwer und Fabio Dorigo[9]
- 1950: Emmi Leisner

### Förderpreis
- 2024: Eugenia Bakurin[4]
- 2022: Zara Zerbe
- 2020: Mona Harry
- 2018: Katja Benrath
- 2016: Lena Kaapke[5]
- 2014: Maxine Kazis[6]
- 2012: LandesJugendEnsemble Neue Musik[10]
- 2010: Preis ausgesetzt
- 2008: Agnes Richter
- 2006: Anna Lena Straube
- 2004: Antje Hubert
- 2002: Daniel Richter
- 2000: Martin Wind
- 1998: Lars Büchel
- 1996: Artemis Quartett
- 1990: Julia Bornefeld
- 1984: Gerrit Bekker
- 1980: Berthold Paul